# Parlavà
Parlavà település Spanyolországban, Girona tartományban. Parlavà Ultramort, Serra de Daró, Ullastret, Corçà, Rupià és Foixà községekkel határos. Lakosainak száma 427 fő (2024).

## Népesség
A település népessége az elmúlt években az alábbi módon változott:
| Lakosok száma | 227  | 381  | 438  | 408  | 348  | 349  | 394  | 410  | 394  | 427  |
|               | 1717 | 1887 | 1936 | 1960 | 1986 | 2004 | 2009 | 2014 | 2019 | 2024 |